# أيام السيد عربي (مسلسل)
يعد المسلسل الوثائقي أيام السيد عربي من المسلسلات التي تعرض التاريخ السياسي لمصر والوطن العربي بطريقة مبسطة. تم إنتاجه عام 2006. وقد اصبح برنامج السيد عربي بما يسرده من احداث بطريقة مبسطة بنظر الكثيرين بعد أن رأوه على الشاشة، مرآة شعبية، ونبضا صادقا من الشارع، يعبر عن زمان عربي، التحمت فيه الانكسارات بالانتصارات، والهزيمة باليقظة

## العمل
يقوم شخص بالتحرك والحركة والقيام بحركات متناغمة على أساس ان مواطن مصري عادي.
ويقوم صوت بالحديث والتعقيب على الأحداث الجاية، ويتم عرض بعض أحداث الفيديو وعمل لقائات مع شخصيات رفيعة المستوى في الماضي والحاضر من العرب. تم عرض المسلسل الوثائقي على قناة العربية وحاليا يتم عرضه يوميا على قناة عرب.

## مواضيع الحلقات
تشمل حلقات سلسلة ايام السيد عربي احداث مرت على الوطن العربي منها: يوم النكسة (5-6-1967)، وقصف مدرسة "بحر البقر" التي قصفها الطيران الإسرائيلي في 1969، وحرب 1967.  واغتيال السادات.

## وصلات خارجية
- حول المسلسل على قناة العربية